# Processo Claus
O processo Claus é o processo padrão na indústria de petróleo e gás natural para a eliminação do enxofre dos produtos finais e sua recuperação (dessulfurização). Recebe este nome em homenagem a Carl Friedrich Claus, que o inventou e registrou patente em 1883. Permite a redução das emissões de SO2 (dióxido de enxofre) para a atmosfera e efluentes gasosos ricos em H2S (sulfeto de hidrogênio). O processo consiste basicamente de duas etapas em série: uma térmica e outra catalítica. A recuperação de enxofre se situa entre 95 e 99% em m/m.
O processo Claus multi-estágio recupera enxofre do sulfeto de hidrogênio gasoso encontrado em gás natural e dos subprodutos gasosos contendo sulfeto de hidrogênio derivados do óleo cru refinado  e outros processos industriais.
Os gases subprodutos origina-se principalmente de unidade de tratamento físico e químico de gases (Selexol, Rectisol, Purisol e lavador de aminas) em refinarias, plantas de processamento de gás natural e gaseificação ou plantas de gás de síntese. Estes gases subprodutos podem também conter cianeto de hidrogênio, hidrocarbonetos, dióxido de enxofre ou amônia.
Gases com um conteúdo em H2S acima de 25% são adequados para a recuperação de enxofre em plantas de processo Claus direto, enquanto as configurações alternadas, tais como em fluxo dividido ou com pré-aquecimento de alimentação e ar podem ser usadas para processar alimentações mais pobres.
O sulfeto de hidrogênio produzido, por exemplo, na hidrodessulfurização de nafta de refinaria e outros óleos derivados de petróleo, é convertido a enxofre nas plantas de processo Claus. A principal equação da reação global é:
2 H2S + O2 → S2 + 2 H2O
De fato, a vasta maioria das 64 milhões de toneladas métricas de enxofre produzidas mundialmente em 2005 foi produzida de refinarias e outras unidades de processamento de hidrocarbonetos.   O enxofre resultante é usado para a produção de ácido sulfúrico, na medicina e fármacos, em cosméticos, fertilizantes, pesticidas e produtos de borracha (na vulcanização).

## História
O processo foi inventado por Carl Friedrich Claus, um químico trabalhando na Inglaterra. Uma patente britânica foi emitida em 1883. O processo foi depois significativamente modificado pela empresa alemã chamada I.G.Farbenindustrie A.G..

## Descrição do processo
Um diagrama de fluxo de processo esquemático de uma unidade Claus de 3 leitos é mostrada abaixo:
A tecnologia Claus pode ser dividida em duas etapas de processo, térmico e catalítico.

### Etapa térmica
Na etapa térmica, o gás sulfeto de hidrogênio carregado reage em uma combustão estequiométrica a temperaturas acima de 850 °C  de tal maneira que enxofre elementar se precipita no gás refrigerante do processo da corrente à jusante.
O H2S contido e a concentração de outros componentes combustíveis (hidrocarbonetos ou amônia) determinam a localização onde o gás de alimentação é queimado. Gases Claus (gás ácido) com nenhum conteúdo combustível adicional além de H2S são queimados em lanças em torno de uma mufla central pela seguinte reação química:
2 H2S + 3 O2 → 2 SO2 + 2 H2O       (ΔH = -4147.2 kJ/mol)
Esta é uma oxidação total fortemente exotérmica livre de chama de sulfeto de hidrogênio produzindo dióxido de enxofre que reage posteriormente nas reações subsequentes. A mais importante delas é a reação de Claus:
2 H2S + SO2 → 3 S + 2 H2O
A equação global é :
10 H2S + 5 O2 → 2 H2S  +  SO2 + 7/2 S2 +  8 H2O
mostrando que na etapa térmica menos de dois terços do sulfeto de hidrogênio é convertido a enxofre.
Gases contendo amônia, como o gás da refinaria de remoção de água ácida (no meio, chamado de SWS, do inglês sour water stripper), ou hidrocarbonetos são convertidos na mufla. Ar suficiente é injetado na mufla para a combustão completa de todos os hidrocarbonetos e amônia. A razão de ar para o gás ácido é controlada de uma maneira tal que no total 1/3 de todo o sulfeto de hidrogênio (H2S) é convertido a SO2. Isso garante uma reação estequiométrica para a reação de Claus na segunda etapa catalítica (ver próxima seção abaixo).
A separaçao dos processos de combustão assegura uma dosagem precisa do volume de ar requerido necessário em função da composição do gás de alimentação. Para reduzir o volume de gás de processo ou obter temperaturas de combustão mais elevadas, a exigência de ar também pode ser coberta por uma injeção de oxigênio puro. Várias tecnologias utilizando enriquecimento em alto nível e baixo nível de oxigênio estão disponíveis na indústria, o que requer o uso de um queimador especial na fornalha de reação para essa opção de processo.
Usualmente, 60 a 70% da quantidade total de enxofre elementar produzido no processo é obtido na etapa térmica de processo.
A porção principal do gás quente da câmara de combustão flui através do tubo do radiador do gás de processo e é resfriado de modo que o enxofre formado na etapa de reação condensa. O calor emitido pelos gases de processo e o calor de condensação desenvolvidos são utilizados para produzir vapor de média ou de baixa pressão. O enxofre condensado é removido na seção de saída de gás do refrigerador de gás de processo.
Uma pequena parte do gás de processo pode ser encaminhado através de um desvio dentro do refrigerador de gás de processo, como mostrado na figura acima aqui mencionada. Este fluxo de desvio quente é adicionado ao gás de processo a frio através de uma válvula de três vias para ajustar a temperatura de entrada necessária para o primeiro reator.
O enxofre forma-se na fase térmica com os radicais S2 altamente reativos os quais combinam-se exclusivamente ao alótropo S8:
4 S2 →  S8

#### Reações laterais
Outros processos químicos que ocorrem na etapa térmica da reação de Claus são :
- A formação de gás hidrogênio:

2 H2S  → S2 + 2 H2        (reação endotérmica)
CH4 + 2 H2O → CO2 + 4 H2
- A formação de sulfeto de carbonila:

H2S + CO2 → S=C=O + H2O
- A formação de sulfeto de carbono:

CH4  + 2 S2 → S=C=S + 2 H2S

### Etapa catalítica
A reação de Claus continua na etapa catalítica com óxido de alumínio (III) ou titânio (IV), e serve para aumentar o rendimento de enxofre. Mais sulfeto de hidrogênio (H2S) reage com o SO2 formado durante a combustão no forno de reação na reação Claus, e resulta em enxofre elementar gasoso.
2 H2S + SO2 → 3 S + 2 H2O      (ΔH = -1165.6 kJ/mol)
Este enxofre pode ser S6, S7, S8 ou S9
A recuperação catalítica de enxofre é constituída por três sub-etapas: aquecimento, reação catalítica e refrigeração seguida de condensação.
Estas três etapas são normalmente repetidas no máximo três vezes. Sempre que uma unidade de incineração ou tratamento de gás residual (TGTU, tail-gas treatment unit) é adicionada a jusante da planta do processo Claus, apenas dois estágios catalíticos geralmente são instalados.
A primeira etapa do processo no estágio catalítica é o processo de aquecimento do gás. É necessário evitar a condensação de enxofre no catalisador, que pode levar a contaminar o catalisador. As temperaturas de operação necessárias dos leitos nos estágios catalíticos individuais são obtidas pelo aquecimento do gás de processo em um reaquecedor até que a temperatura desejada de funcionamento do leito seja atingida.
Diversos métodos de reaquecimento são usados na indústria:
- Bypass de gás quente: a qual envolve a mistura de gás de processo de duas correntes do resfriador de gás de processo (gás frio) e o bypass (gás quente) da primeira passagem do rejeito quente do ebulidor.
- Reaquecedores de vapor indireto: o gás pode também ser aquecido com vapor de alta pressão em um trocador de calor.
- Trocadores gás/gás: através dos quais o gás de refrigeração do resfriador de gás de processo é aquecido indiretamente a partir do gás quente que sai de um reator catalítico de montante em um trocador de gás para gás (um trocador que traca calor entre duas correntes gasosas).
- Aquecedores de chama direta: reaquecedores de chama direta utilizando gás ácido ou gás combustível, que é queimado para evitar o avanço subestequiométrico (abaixo das necessidades da reação) de oxigênio que podem danificar o catalisador Claus.

A temperatura de operação normalmente recomendada do catalisador primeiro estágio é de 315 °C a 330 °C (temperatura do fundo do leito). A alta temperatura no primeiro estágio também ajuda a hidrolisar COS e CS2, os quais são formados no forno e de outro modo não seriam convertidos no processo Claus modificado.
A conversão catalítica é maximizada a temperaturas mais baixas, mas cuidados devem ser tomados para garantir que cada leito seja é operado acima do ponto de orvalho do enxofre. As temperaturas de operação dos estágios catalíticos subsequentes são normalmente 240 °C para o segundo estágio e 200 °C para o terceiro estágio (temperaturas do fundo do leito).
No condensador de enxofre, o gás de processo vindo do reator catalítico é resfriado a temperatura entre 150 e 130 °C. O calor de condensação é usado para gerar vapor no casco externo do condensador.
Antes da estocagem, correntes de enxofre líquido do resfriador de gás de processo, dos condensadores de enxofre e do separador final de enxofre são roteadas (reunidas) na unidade de desgaseificação, onde os gases (primariamente H2S) dissolvidos no enxofre são removidos.
O gás residual do processo Claus ainda contém componentes combustíveis e compostos de enxofre (H2S, H2 e CO) é tanto queimado em uma unidade de incineração como dessulfurizado adicionalmente em uma unidade de tratamento de gás residual a jusante.

## Performance de processo

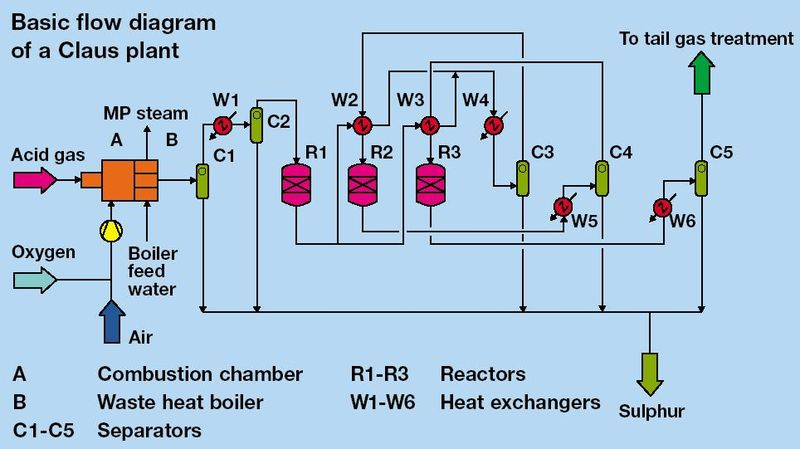
O Diagrama da planta Claus e Diagrama de fluxo básico de uma planta de processo Claus para converter sulfeto de hidrogênio gasoso em enxofre elementar.

Usando dois estágios catalíticos, o rendimento de processo irá tipicamente exceder 97% do enxofre da corrente de entrada. Mais de 2,6 tons de vapor será gerado por cada ton de enxofre obtido.
As propriedades físicas do enxofre elementar obtido no processo Claus pode diferir daquele obtido por outros processos. Enxofre é usualmente transportado como um líquido (ponto de fusão 115 °C). No enxofre comum a viscosidade pode aumentar rapidamente em temperaturas que excedam 160 °C devido à formação de cadeias de enxofre polimérico mas não no enxofre oriundo do processo Claus.
Outra anormalidade é encontrada na solubilidade de H2S residual no enxofre líquido como uma função da temperatura. Normalmente a solubilidade de um gás diminui com o aumento da temperatura, mas nesta caso é o oposto. Isso significa que gás H2S tóxico e explosivo pode acumular-se no espaço superior de qualquer líquido de arrefecimento do reservatório de enxofre. A explicação para esta anomalia é a reação endotérmica de enxofre com H2S a polissulfano.